# Metaxytherium meyeri
Espèce
Metaxytherium meyeri est une espèce éteinte de mammifères marins de la famille des Dugongidae (ordre des siréniens, mammifères aquatiques ancêtres du Lamantin et du Dugong).

## Description
Selon Daryl Paul Domning en 1996, Metaxytherium meyeri aurait a priori évolué en isolement dans le bassin Carpathien pendant le Miocène moyen issu de la tige des Metaxytherium medium et Metaxytherium krahuletzi[réf. nécessaire].  

## Publication originale
- (de) O. Abel, « Die Sirenen der mediterranen Tertiärbildungen Oesterreichs », Abhandlungen der kaiserlich - koniglichen geologischen Reichsanstalt, Vienne, vol. 19, no 2,‎ 1904, p. 1-223.